# Ecnomus anaktamdao
Ecnomus anaktamdao är en nattsländeart som beskrevs av Malicky 1995. Ecnomus anaktamdao ingår i släktet Ecnomus och familjen trattnattsländor. Inga underarter finns listade i Catalogue of Life.